# کشته‌شدن سینا نادری
سینا نادری، جوان ۲۲ سالهٔ کُرد یارسانی بود که در ۲۰ مهر ۱۴۰۱ در دره‌دریژ کرمانشاه و در جریان خیزش ۱۴۰۱ ایران بر اثر شلیک مستقیم چند گلوله به‌دست مأموران امنیتی جمهوری اسلامی کشته شد.

## بازداشت
سینا نادری دو هفته قبل از کشته‌شدن، در جریان اعتراضات خیابانی در نوبهار کرمانشاه توسط نیروهای سپاه نبی اکرم بازداشت شده و به زندان دیزل‌آباد منتقل گردید که پس از یک هفته با قید وثیقه ۱۰۰ میلیون تومانی آزاد شد.

## کشته‌شدن
در ۲۰ مهر ۱۴۰۱ و در اعتراضات دره‌دریژ و دولت‌آباد کرمانشاه، نیروهای سپاه پاسداران از روی پشت بام مرکز بسیج و از پشت سر به معترضان تیراندازی کردند که سینا نادری دو بار، هدف قرار گرفته شده و بر اثر اصابت گلوله جنگی به بازو و پهلو و سینه‌اش کشته شد.

## فشار و فریب‌کاری حکومت
نیروهای امنیتی برای تحویل‌دادن پیکر سینا، ۱۰۰ میلیون تومان از خانواده‌اش درخواست کردند؛ ولی خانواده‌اش گفتند که در صورت تحویل‌ندادن پیکر فرزندشان دوباره اعتراض خواهند کرد.
در ادامه فشارهای امنیتی بر خانواده سینا نادری، مقامات قضایی، امنیتی و سیاسی کرمانشاه از آن‌ها خواستند تا موافقت کنند که سینا نادری را «شهید» (حکومتی) اعلام کنند و در صورت موافقت، خون‌بهای فرزندشان پرداخت شود؛ ولی خانواده‌اش این درخواست را رد کرده و اعلام کردند که سینا در راه آزادی کشته شده است.

## خاکسپاری
سرانجام، نیروهای امنیتی، پیکر او را به شرط سریع‌خاک‌سپاری‌شدن و بدون ایجاد حاشیه به خانواده تحویل دادند و پیکر وی در روز ۲۱ مهر در آرامستان دره‌دریژ به خاک سپرده شد.

## واکنش‌ها
در ۳۰ آبان ۱۴۰۱، شمار زیادی از شهروندان به مناسبت چهلم سینا نادری، در دره‌دریژ کرمانشاه برای اعتراض به خیابان آمدند و شعارهای مرگ بر خامنه‌ای، «مرگ بر دیکتاتور» و «مهاباد تنها نیست، یارسان پشتیبان آن است» دادند.